# Josef Homolka
Josef Homolka (28. října 1892 Hostomice – 13. února 1988 Mariánské Lázně) byl Čech, žijící ve Vídni, po první světové válce majitel živnostenské firmy na patentované čokoládové oplatky, který v rámci státního osídlování pohraničí v roce 1946 reemigroval do Československa a po zbytek života žil v Mariánských Lázních. Svůj život cukráře zasvětil výrobě oplatek plněných čokoládovým krémem, jejichž speciální výrobu si nechal v roce 1925 patentovat v šesti státech.

## Rodina a vzdělání
Josef Homolka se narodil 28. října 1892 v Hostomicích matce Anně Homolkové (1855–1915), dělnici na velkostatku. Otce malý Josef nepoznal a výchovu obstarávala po většinu času babička. Absolvoval 5 tříd na obecné a 3 třídy na měšťanské české škole. Ve Vídni vychodil 3 třídy německé pokračovací živnostenské školy a následně 1 ročník obchodní školy.
První manželkou Josefa Homolky byla vdova Rosa Knapp (rozená Jary), majitelka pekárny v 16. vídeňském okrese na Veronikagasse 13, kde společně zakoupili činžovní dům a společně podnikali až do její smrti v roce 1927. Druhou manželkou Josefa Homolky se stala vídeňská Češka Marie Komárková (* 2. srpna 1900 ve Vídni), otec Josef Komárek zemřel v roce 1915 a matka Jana Komárková v roce 1934. Marie Homolková pracovala jako krejčová. Rodičům Homolkovým se ve Vídni 9. března 1929 narodila dcera Vlasta, která se vyučila cukrářkou. Až do roku 1946 bydlela rodina Homolkových ve Vídni v 8. okrese. a výrobna oplatek se nacházela na Veronikagasse 13.

## Zaměstnání
Po absolvování jednoho ročníku obchodní školy nastoupil Josef Homolka nejprve v roce 1914 jako obchodní příručí do obchodní agentury Leopolda Hüfta a k oplatkářce Františce Knapp:
- Hüft Leopold, obchodní agent (Handels-Agent) ve 2. vídeňském okrese na Scholzgasse 14[6]
- Knapp Franziska, pekařka vaflí a oplatek (Waffel und Oblatenbäckerin), Vídeň[1][7]

Od 15. července 1915 do 9. září 1915 vypomáhal přes hlavní sezónu u cukráře Johanna Wilferta v Mariánských Lázních (Konditorei Café Johann Wilfert Marienbad).
- Wilfert Johann, cukrář a majitel cukrárny, Mariánské Lázně, Hotel „Schloss Heilbronn”[8] (nyní Kolonáda Café & Shop na Hlavní třídě 122)[9]

- Pfneisl Gabriel, cukrář v 7. okrese na Lerchenfelder Str. 71,[10] společník cukrářské a zmrzlinářské firmy Pfneisl, Prousek & Co., v 15. okrese na Neubaugürtel 21 (též Erste Wiener Gefrorenesindustrie „Pfneisel, Prousek u. Komp.)[11][12][13][14][pozn. 1]

Dne 16. dubna 1916 rozhodlo c. k. ministerstvo obchodu svým výnosem, že k živnostenské výrobě karlovarských oplatek nesmí býti používáno pšeničné mouky. Zákaz se nevztahoval jen na oplatky vyráběné v Karlových Varech, ale na všechny druhy oplatek, které se vyráběly obdobným způsobem za použití pšeničné mouky. V červnu 1916 cukrářskému oplatkáři Johanu Homolkovi (Oblaten Zuckerbäcker) vystavil starosta jeho domovské obce Velká Víska pracovní knížku a 14. října 1916 cukrář Johann Wilfert duplikát pro výše zmíněné zaměstnání v období od 15. července do 9. září 1915.
- Weber, Mnichov (diabetika)
- Rosenberg Franz, cukrář v 19. okrese na Döblinger Hauptstraße 18 (cukrářství a trvanlivé pečivo)[1][20]

## Pekárna Rosa Knapp a Josef Homolka
Rosa Knapp (rozená Jary) bydlela v 16. vídeňském okrese na Schellhammergasse 5 a opodál na Veronikagasse 13 provozovala od roku 1917 živnostenskou luxusní pekárnu (Rosa Knapp, Luxusbäckerei). Už v roce 1911 si na této ulici (Veronikagasse 10) otevřela krámek na plnění a prodej sýrů s pekárnou.
Dne 11. září 1917 ohlásil cukrářskou živnost na Veronikagasse čp. 12 také Josef Homolka (Josef Homolka, Zuckerbäckergewerbe, Wien XVI., Veronikagasse Nr. 12). Rosa Knapp a Josef Homolka si nejprve společně zakoupili 17. září 1918 v 16. vídeňském okrese třípatrový činžovní dům na Reinhartgasse (nyní nese ulice název Haberlgasse), ten ale po roce prodali a od Josefa a Marie Bendových si oba koupili 15. května 1919 činžovní dům na Veronikagasse čp. 13 (v 16. vídeňském okrese), kde Rosa Knapp provozovala svou pekárnu.
V roce 1925 ohlásil v pekárně na Veronikagasse čp. 13 také Josef Homolka. Ve stejném roce si nechal ve Velké Británii patentovat spojení dvou oplatek čokoládovou náplní bez potřeby dalšího spékání a v Rakousku přidávání kakaového prášku do oplatkového těsta, čímž oplatky zůstávaly křehké.
V roce 1926 se Josef Homolka přestěhoval z dosavadního bydliště v 8. vídeňském okrese na Blindengasse čp. 28 do 16. okresu do domu na Veronikagasse čp. 13 a Rosa Knapp rozšířila sortiment pekárny o jemné pečivo a cukrovinky (Rosa Knapp, Weißbäckerei, Zucker- und Luxusbäckerei). Rosa Knapp upravila po svatbě s Josefem Homolkou název firmy na R. J. Homolka, Schokoladen, Patent-Oblaten und Luxusbäckerei (R. J. Homolka, čokoládové patentní oplatky a luxusní pekárna). Dne 2. února 1927 Rosa Homolka (ovdovělá Knapp, rozená Jary) ve svých nedožitých 47 letech zemřela. Pochována byla 8. února 1927 na hřbitově v Hernalsu.

## Josef Homolka, patentované čokoládové oplatky
Po smrti manželky (rozené Rosa Knapp) si 34letý vdovec Josef Homolka upravil název neprotokolované firmy na Josef Homolka, továrna na patentované čokoládové oplatky (Josef Homolka, Fabrik patentierter Schokoladenoblaten). Za své oplatky začal získávat ve 30. letech řadu regionálních ocenění, např. stříbrnou medaili v letech 1928, 1929, v roce 1930 to byl čestný diplom udělený v Linci, v roce 1931 obdržel na výstavě v Amstetten stříbrná medaile s diplomem/Silberne Ausstellungsmedaille samt Diplom.
Dne 27. ledna 1930 zahájil zemský soud ve Vídni s dlužníkem Josefem Homolkou insolvenční řízení, přičemž byl komerční rada M. Kneller ustanoven správcem majetku. Dne 24. května 1930 soud rozhodl o vypořádání s věřiteli. Josefu Homolkovi byly vyměřeny splátky a dále byl správce majetku zmocněn k odškodnění věřitelů využít prodeje patentů dlužníka, zrovna tak byl zmocněn distribuovat s výnosy z jeho podílu ve společnosti v New Yorku a s Aloisem Čvančarou v Praze. Ručitelkou splátek byla stanovena Marie Homolková. Dnem 18. června 1930 bylo insolvenční řízení ukončeno. Josef Homolka se pak již živil pouze domácí výrobou oplatek (Oblatenmacher).

## Reemigrace do Československa
Po druhé světové válce organizovala Československá republika zahraniční reemigraci Čechů a Slováků do vysídlených pohraničních oblastí. Také Josef Homolka se přihlásil k osídlovací reemigraci, byl uznán za repatrianta a obdržel tzv. zelenou legitimaci. Do dotazníku v rubrice účast v odboji uvedl protifašistický český odboj ve Vídni v buňce s Kobzarem a Hrdličkou. Své první manželství s Rosou Knapp, společné podnikání a vlastnictví činžovního domu ve Vídni v životopise zcela zamlčel.
V roce 1946 se rodinou a výrobnou čokoládových oplatek přestěhoval do Mariánských Lázní. S rodiči Homolkovými se stěhovala též 16letá dcera Vlasta. Adresář osvobozeného města Karlovy Vary z roku 1946 uvádí Josefa Homolku jako národního správce firmy Start v Karlových Varech na Moskevské ulici 135.
Od 17. května 1947 do konce roku 1949 vyráběl jako živnostník čokoládové oplatky. Oplatkárna se v Mariánských Lázních nacházela v bývalém Švýcarském dvoře (Diana Hof) na Zeyerově ulici. Rodina Homolkových bydlela v domku na Lesní ulici čp. 525, kterému se později říkalo vila Homolka. Na začátku roku 1950 byla jeho výroba již určena k likvidaci a 14. dubna 1950 musel odevzdal svůj živnostenský list, následně byla firma vymazána ze živnostenského rejstříku.
Do „národního podniku Karlovarské oplatkárny”, závod Mariánské Lázně nastoupil Josef Homolka jako vedoucí výroby v červnu 1950. V roce 1951 prodělal operaci a po následné rekonvalescenci rozvázal 2. ledna 1952 pracovní poměr dohodou a nastoupil do oblastního Sdruženého komunálního podniku Mariánské Lázně, který převzal v roce 1950 i bývalou Homolkovu oplatkárnu ve Švýcarském dvoře. Ta po delimitaci cukrářské výroby v roce 1953 spadala pod Okresní průmyslový kombinát Mariánské Lázně. Od 22. února 1956 do 1. června 1956 absolvoval závodní školu práce pro řídící technicko-hospodářské pracovníky. Od ledna 1957 spadala výroba oplatek pod podnik místního průmyslu KARNA Mariánské Lázně, kde opět působil na pozici vedoucího výroby oplatkárny.
Dne 6. září 1958 nastoupil na místo vedoucího výroby soudruh Josef Patera, kterého Josef Homolka zaučil a v lednu 1959 nastoupil neplacenou dovolenou, v dubnu 1959 s ním KARNA rozvázala pracovní poměr, odešel do invalidního důchodu, který byl v únoru 1960 v jeho 68 letech převeden na starobní důchod. Josef Homolka zemřel 13. února 1988 v nemocnici v Mariánských Lázních na selhání ledvin. Kremace se konala 19. února 1988 v Karlových Varech.